# Lucius Antonius
Pour les articles homonymes, voir Antonius et Antoine.
Lucius Antonius ou Lucius Antoine (probablement né en 81 av. J.-C. et peut-être décédé en 40 av. J.-C.) est un homme politique de la fin de la République romaine, frère du triumvir Marc Antoine. Il est consul en 41 av. J.-C.

## Généalogie et famille
Issu de la gens plébéienne des Antonii, Lucius est le troisième fils de Marcus Antonius Creticus et de Julia, la fille de Lucius Julius Caesar, né après Marcus et Caius.
Selon l'historien antique Dion Cassius, il a pour cognomen Pietas ou Pius.

### Ascendance
|  |                                           |  |  |  |  |  |  |  |  |  |  |  |  |  |  |  |
|  | 8. Caius Octavius                         |  |  |  |  |  |  |  |  |  |  |  |  |  |  |  |
|  |                                           |  |  |  |  |  |  |  |  |  |  |  |  |  |  |  |
|  |                                           |  |  |  |  |  |  |  |  |  |  |  |  |  |  |  |
|  | 4. Marcus Antonius Orator (-147--87)      |  |  |  |  |  |  |  |  |  |  |  |  |  |  |  |
|  |                                           |  |  |  |  |  |  |  |  |  |  |  |  |  |  |  |
|  |                                           |  |  |  |  |  |  |  |  |  |  |  |  |  |  |  |
|  | 2. Marcus Antonius Creticus (????--71)    |  |  |  |  |  |  |  |  |  |  |  |  |  |  |  |
|  |                                           |  |  |  |  |  |  |  |  |  |  |  |  |  |  |  |
|  |                                           |  |  |  |  |  |  |  |  |  |  |  |  |  |  |  |
|  | 5. Octavie                                |  |  |  |  |  |  |  |  |  |  |  |  |  |  |  |
|  |                                           |  |  |  |  |  |  |  |  |  |  |  |  |  |  |  |
|  |                                           |  |  |  |  |  |  |  |  |  |  |  |  |  |  |  |
|  | 1. Lucius Antonius (????--40)             |  |  |  |  |  |  |  |  |  |  |  |  |  |  |  |
|  |                                           |  |  |  |  |  |  |  |  |  |  |  |  |  |  |  |
|  |                                           |  |  |  |  |  |  |  |  |  |  |  |  |  |  |  |
|  | 24. Lucius Julius Caesar                  |  |  |  |  |  |  |  |  |  |  |  |  |  |  |  |
|  |                                           |  |  |  |  |  |  |  |  |  |  |  |  |  |  |  |
|  |                                           |  |  |  |  |  |  |  |  |  |  |  |  |  |  |  |
|  | 12. Lucius Julius Caesar                  |  |  |  |  |  |  |  |  |  |  |  |  |  |  |  |
|  |                                           |  |  |  |  |  |  |  |  |  |  |  |  |  |  |  |
|  |                                           |  |  |  |  |  |  |  |  |  |  |  |  |  |  |  |
|  | 6. Lucius Julius Caesar (-135--87 à Rome) |  |  |  |  |  |  |  |  |  |  |  |  |  |  |  |
|  |                                           |  |  |  |  |  |  |  |  |  |  |  |  |  |  |  |
|  |                                           |  |  |  |  |  |  |  |  |  |  |  |  |  |  |  |
|  | 13. Poppilia (????--110)                  |  |  |  |  |  |  |  |  |  |  |  |  |  |  |  |
|  |                                           |  |  |  |  |  |  |  |  |  |  |  |  |  |  |  |
|  |                                           |  |  |  |  |  |  |  |  |  |  |  |  |  |  |  |
|  | 3. Julia Caesaris (-104--39)              |  |  |  |  |  |  |  |  |  |  |  |  |  |  |  |
|  |                                           |  |  |  |  |  |  |  |  |  |  |  |  |  |  |  |
|  |                                           |  |  |  |  |  |  |  |  |  |  |  |  |  |  |  |
|  | 7. Fulvia                                 |  |  |  |  |  |  |  |  |  |  |  |  |  |  |  |
|  |                                           |  |  |  |  |  |  |  |  |  |  |  |  |  |  |  |
|  |                                           |  |  |  |  |  |  |  |  |  |  |  |  |  |  |  |

## Biographie

### Avant son consulat
Il naît probablement deux ans après Marcus, donc soit en 84, soit plus probablement en 81 av J.-C.
Il passe son enfance et sa jeunesse à Rome. En raison de l'absence de contrôle parental après la mort de leur père après sa défaite en Crète, Lucius et ses frères mènent une vie de débauche où les fêtes, les scandales et les jeux de hasard sont monnaie courante. Il reçoit très probablement, à l'instar de Marc Antoine, une excellente éducation comme tous les jeunes romains d'une famille aristocratique (voir l'article Marc Antoine, « Jeunesse de Marc Antoine »)[réf. nécessaire].
En 50 et 49, il est questeur en Asie sous les ordres de Minucius Thermus (en) puis pro-questeur sous le nouveau proconsul Caius Fannius.
Dès lors, comme ses frères et les autres membres de la famille Antonia, il commence à gravir les marches du Cursus honorum. En 44, il est tribun de la plèbe alors que Marcus est consul et que Caius deviendra de facto préteur urbain après l'assassinat de Jules César. Avant cet événement, il avait fait voter un plébiscite permettant au dictateur de nommer les consuls et la moitié des magistrats pour les années 43 et 42.
Octavien arrive à Rome en mai alors qu'Antoine est en Campanie, ayant laissé Rome sous le contrôle de ses deux frères. Ceux-ci ne peuvent lui refuser le droit de réclamer l'héritage de son père. Son frère Marc Antoine promulgue une loi agraire en faveur des vétérans de César, leur attribuant des terres en Italie, et lui confie la direction d'une commission de sept membres chargés de l'application de cette loi,,.
En 43, il réprime avec cruauté la révolte des habitants de Parme contre Antoine en livrant la ville au pillage.

### Consulat et guerre de Pérouse

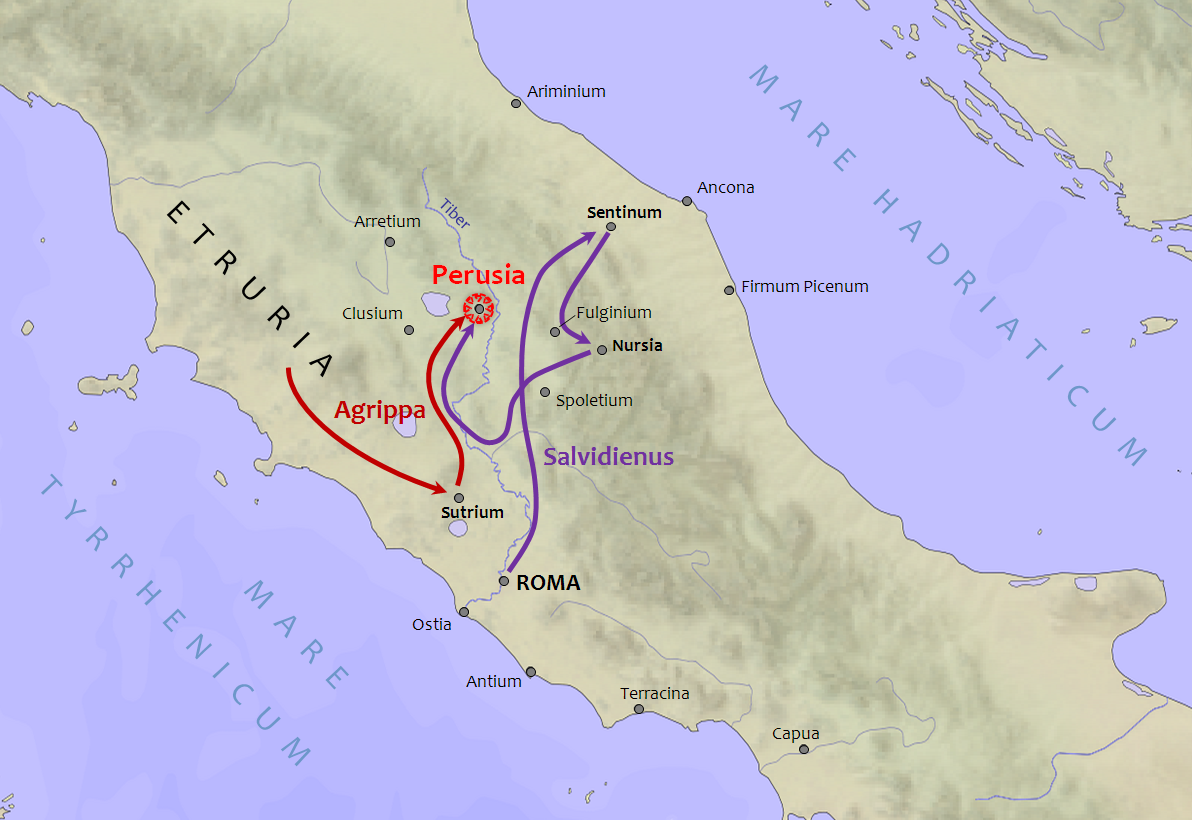
Mouvements des légions des alliés d'Octavien dans le conflit pendant l’année 41 jusqu'au siège de la ville.

En 41, Lucius est consul, désigné à cette magistrature par les triumvirs. Il inaugure l'année par la célébration le premier janvier d'un triomphe sur des peuples des Alpes.
Octavien se retrouve à la tête de l’Italie avec pour mission d'assigner des terres aux vétérans des guerres civiles. Cette mission est très délicate et il se retrouve rapidement avec une partie de la noblesse contre lui. Fulvie, l'épouse de Marc Antoine, désire fortement que son mari gouverne seul Rome au lieu de partager le pouvoir avec Lépide et Octavien. Aidée de Lucius qui semble plus sincère dans ses intentions, elle encourage la colère des sénateurs et de tous les italiens indisposés par les distributions de terres faites aux vétérans. Octavien doit alors abandonner au consul Antonius la charge de la distribution de terres. Mais les deux hommes ne s'entendent pas et se menacent l'un l'autre. Malgré plusieurs médiations, notamment voulues par leurs propres soldats, qui souhaitent que les distributions soient effectuées, le conflit éclate entre les deux hommes. Les autres généraux d'Antoine hésitent et laissent le champ libre à ceux d'Octavien. Antoine, embarrassé et occupé en Orient, ne donne aucune consigne.
Lucius se retrouve assiégé dans Pérouse, mais est obligé de se rendre après un long siège, et n'obtient son pardon d'Octavien qu'en abandonnant les habitants de Pérouse à la vengeance du vainqueur,,.

### Après son consulat
Sa vie est donc épargnée et il est envoyé gouverner les provinces d'Hispanie, Octavien se montrant généreux.
Après ces faits, il n'est plus mentionné dans les sources antiques. On ne sait rien des circonstances ou de la date de sa mort. Certains historiens en déduisent donc qu'il meurt peu après son arrivée en Hispanie, en l'an 40,, ce qui concorde avec sa disparition dans les sources.
Cicéron, dans ses Philippiques, motivé dans une large mesure par une animosité personnelle, donne une vue très défavorable du caractère de Lucius.